# Soluzione (chimica)

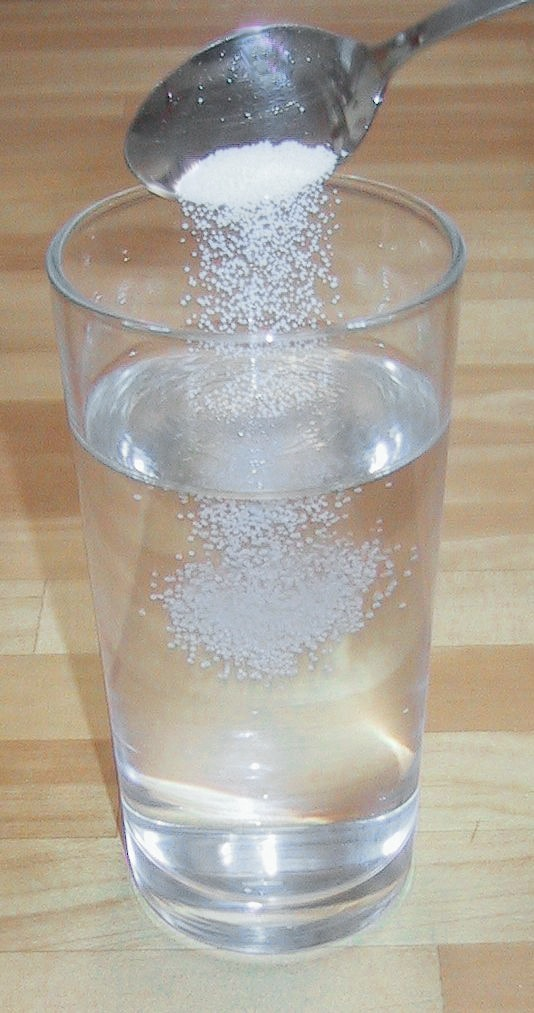
Soluzione salina preparata a partire da acqua e cloruro di sodio (sale da cucina).

Una soluzione, in chimica, definisce una miscela omogenea in cui una o più sostanze sono contenute in una fase liquida, solida o gassosa; contiene particelle diverse mescolate e distribuite in modo uniforme nello spazio disponibile in modo che ogni volume di soluzione abbia la medesima composizione degli altri.
Quando, in una soluzione, un soluto è presente con atomi, ioni o molecole di dimensioni particolarmente contenute (inferiori a 1 nm), invisibili anche con l'ausilio del microscopio, si parla di soluzione vera. Altrimenti, quando le dimensioni delle particelle del soluto risultano comprese tra 1 e 1000 nm, si parla di soluzione falsa, o dispersione colloidale.

## Caratteri generali
Una soluzione si differenzia da una generica dispersione perché il soluto è disperso nel solvente a livello di singole molecole o ioni, ciascuno di essi circondato da molecole di solvente (si parla più precisamente di solvatazione).
Nell'ambito delle soluzioni, si usa chiamare soluto la sostanza (o le sostanze) in quantità minore e solvente la sostanza in quantità maggiore. Tuttavia in alcuni casi le sostanze sono miscibili, ovvero sono solubili l'una nell'altra in qualsiasi rapporto. In questi casi può essere privo di senso considerare una sostanza come il soluto e l'altra come il solvente. Quando le sostanze sono in differenti stati di aggregazione (nelle condizioni ambientali date) si definisce solvente la sostanza che conserva il suo stato di aggregazione.

## Interazione tra soluto e solvente

La prima sfera di solvatazione di uno ione sodio dissolto in acqua.

Nel caso di composti ionici, il meccanismo della dissoluzione è il seguente: le molecole polari del solvente circondano i cristalli del sale, e possono anche diffondere all'interno del reticolo cristallino; in questa maniera sono indebolite le forze di attrazione tra gli ioni di carica opposta che costituiscono il cristallo, i quali quindi si trasferiranno nel solvente sotto forma di ioni solvatati.
Nel caso di soluti polari, il fenomeno della dissoluzione avviene per attrazione reciproca tra le cariche opposte dei dipoli delle molecole di soluto e solvente. Le soluzioni contenenti elettroliti sono in grado di condurre la corrente elettrica.
Nel caso di soluti apolari entrano in gioco forze di minore entità rispetto a quelle finora considerate. Questo genere di soluti riesce ad avere una certa solubilità in solventi polari, si pensi ad esempio a soluzioni di cicloesano in etanolo, grazie all'instaurarsi di interazioni di tipo dipolo-dipolo indotto. Tipicamente, i soluti apolari sono solubili nei solventi apolari e ciò è dovuto alle forze di London originatesi tra dipoli istantanei transienti; altro fattore importante, in particolar modo nei sistemi biologici, è l'interazione idrofobica.

## Solubilità e saturazione
La quantità massima di soluto che può sciogliersi in un dato solvente si chiama solubilità ed è funzione della struttura chimica dei due composti e della temperatura.

Curve di solubilità per sistemi a solubilità diretta e inversa.

La maggior parte dei composti liquidi e solidi ha una solubilità proporzionale alla temperatura (si dice che il sistema solvente-soluto è a solubilità diretta); le solubilità dei gas hanno invece in genere un andamento opposto (in questo caso si dice che il sistema solvente-soluto è a solubilità inversa).
I valori delle solubilità delle sostanze nei diversi solventi sono costanti e sono riportati in letteratura.
Una soluzione è detta satura quando contiene la massima quantità di soluto che il solvente è in grado di sciogliere a quella temperatura; aggiungendo a una soluzione satura ulteriore soluto, questo non si scioglie, ma si separa dalla soluzione, precipitando (se è un solido), formando una nuova fase (se è un liquido) o gorgogliando (se è un gas).
Una soluzione è detta insatura quando contiene una quantità di soluto inferiore a quella massima che il solvente è in grado di sciogliere a quella temperatura; aggiungendo ulteriore soluto, questo si scioglierà nella soluzione.
In condizioni particolari, è possibile ottenere soluzioni sovrasature, ovvero soluzioni che contengono più soluto di quanto il solvente sia normalmente in grado di sciogliere a quella temperatura; tali soluzioni sono sistemi instabili che in seguito a perturbazioni meccaniche (agitazione, scuotimento, aggiunta di corpi estranei) liberano l'eccesso di soluto trasformandosi in soluzioni sature. L'aggiunta di pochi cristalli di soluto a una soluzione soprasatura per provocare la separazione del soluto è detta semina, e viene ad esempio sfruttata nell'ambito del processo industriale di cristallizzazione.

## Solubilità e temperatura
La solubilità di una determinata sostanza dipende dalla temperatura. Esistono infatti le soluzioni endotermiche e le soluzioni esotermiche.
Le soluzioni endotermiche sono quelle in cui viene trasferita energia (sotto forma di calore) dall'ambiente verso il sistema, ovvero si verifica un assorbimento di calore. Pertanto, in questo caso, la solubilità aumenta proporzionalmente alla temperatura.
Una soluzione endotermica può essere descritta come:
soluto + solvente + calore → soluzione
Le soluzioni esotermiche, invece, sono quelle che cedono energia all'ambiente esterno. Pertanto, in questo secondo caso, la solubilità diminuisce con l'aumento della temperatura.
Una soluzione esotermica può essere descritta come:
soluto + solvente → soluzione + calore

## Concentrazione
La misura della quantità di soluto rispetto alla quantità di soluzione è detta concentrazione e viene misurata sia tramite unità fisiche sia tramite unità chimiche, e in particolare:
- attività: unità di misura adimensionale;
- frazione volumica: volume di soluto su volume di soluzione;
- frazione massica: massa di soluto su massa di soluzione;
- frazione molare (simbolo {\displaystyle x}): quantità di soluto su quantità di soluzione;
- rapporto molare (simbolo {\displaystyle X}): quantità di soluto su quantità di solvente;
- percentuale in volume: quantità di soluto in mL per 100 mL di soluzione; è pari alla frazione volumica moltiplicata per 100;
- percentuale in peso: quantità di soluto in grammi per 100 g di soluzione; è pari alla frazione massica moltiplicata per 100;
- percentuale mista: quantità in grammi di soluto per 100 mL di soluzione;
- molarità (simbolo {\displaystyle M}): moli di soluto per litro di soluzione;
- molalità (simbolo {\displaystyle m}): moli di soluto per 1000 g di solvente;
- normalità (simbolo {\displaystyle N}): equivalenti di soluto per litro di soluzione;

## Soluzioni ideali: legge di Raoult
Una soluzione si dice "ideale" se soddisfa questa legge:
{\displaystyle p_{i}=x_{i}p_{i}^{o}}
dove:
- {\displaystyle i} rappresenta il componente {\displaystyle i}-esimo della soluzione
- {\displaystyle p_{i}} è la pressione parziale del componente {\displaystyle i}-esimo
- {\displaystyle x_{i}} rappresenta la frazione molare del componente {\displaystyle i}-esimo in miscela liquida
- {\displaystyle p_{i}^{o}} è la pressione di vapore del componente {\displaystyle i}-esimo puro.

Inoltre, per la legge delle pressioni parziali:
{\displaystyle p_{i}=y_{i}p}
essendo:
- {\displaystyle p} è la pressione della miscela
- {\displaystyle y_{i}} la frazione molare del componente {\displaystyle i}-esimo in miscela gassosa.

Una soluzione si avvicina a questo comportamento ideale quando i fenomeni di attrazione o repulsione tra le molecole dello stesso componente sono della stessa entità dei fenomeni di attrazione o repulsione tra le molecole di componenti differenti.

### Potenziale chimico di un componente in una soluzione ideale
Il concetto di potenziale chimico viene spesso utilizzato nell'ambito delle soluzioni.
In particolare, il potenziale chimico del componente {\displaystyle i}-esimo di una soluzione liquida che segue la legge di Raoult può essere scritto come:
{\displaystyle \mu _{i}=\mu _{i}^{o}+RT\ ln(x_{i})}
in cui {\displaystyle R} è la costante dei gas, {\displaystyle T} la temperatura della soluzione e {\displaystyle ln} indica la funzione matematica chiamata logaritmo naturale.
Questo significa che il potenziale chimico del componente i-esimo in soluzione liquida è uguale al suo potenziale chimico all'equilibrio in fase liquida {\displaystyle \mu _{i}^{o}} più un termine che dipende dalla sua frazione molare e dalla temperatura assoluta.
A temperatura e pressione costante ciascun potenziale chimico di un componente i-esimo non può variare indipendentemente dai potenziali chimici degli altri componenti della soluzione, come stabilito dall'equazione di Gibbs-Duhem nella forma
{\displaystyle \sum _{i=1}^{I}n_{i}\mathrm {d} \mu _{i}=0}
dove {\displaystyle n_{i}} rappresenta il numero di moli del componente i-esimo.

## Soluzioni ideali diluite: legge di Henry
Come già visto in precedenza, il soluto e il solvente che compongono una soluzione ideale soddisfano la legge di Raoult. Nelle soluzioni ideali diluite, ovvero in tutte quelle miscele omogenee in cui praticamente il solvente può approssimarsi al suo stato puro, data la quantità estremamente esigua di soluto presente, si pone invece in evidenza un comportamento diverso tra solvente e soluto: mentre il primo continua a seguire la legge di Raoult, la pressione parziale del soluto è adesso legata alla frazione molare di quest'ultimo tramite la legge di Henry.
La legge di Henry, formalmente simile alla legge di Raoult, stabilisce la seguente relazione:
{\displaystyle p_{i}=x_{i}K_{i}}
introducendo la costante {\displaystyle K_{i}} che possiede le dimensioni di una pressione. La conoscenza di questa costante trova applicazione nella determinazione della solubilità dei gas e assume particolare importanza in biochimica e nelle scienze mediche (in relazione agli scambi gassosi che interessano il torrente circolatorio), oltre che in chimica ambientale.
In termini pratici la legge di Henry può essere applicata utilizzando la molalità come unità di misura della concentrazione.

## Proprietà colligative
Una delle caratteristiche notoriamente associate alle soluzioni consiste nelle proprietà colligative. Questo genere di proprietà dipendono solamente dal numero di particelle di soluto presenti e non dalla natura del soluto stesso. Esse sono:
- abbassamento della tensione di vapore;
- innalzamento ebullioscopico;
- abbassamento crioscopico;
- pressione osmotica.

L'origine delle proprietà colligative deriva dalla diminuzione del potenziale chimico del solvente dovuta alla presenza del soluto.

## Soluzioni reali: funzioni di eccesso
L'entità del discostamento tra le proprietà termodinamiche delle soluzioni reali, caratterizzate da un certo grado di interazione tra le particelle di soluto e solvente, dal modello ideale è esprimibile facendo ricorso alle cosiddette funzioni di eccesso.
Ad esempio, dopo avere effettuato delle misure sperimentali è possibile ricavare l'entropia di eccesso (indicata {\displaystyle S^{E}}) sottraendo dall'entropia di mescolamento ricavata sperimentalmente il valore della stessa entropia di mescolamento calcolata teoricamente in base al modello di soluzione ideale. Allo stesso modo è possibile definire un volume di eccesso ({\displaystyle V^{E}}) che determina una espansione o una contrazione della soluzione in base alla reciproca disposizione più o meno compatta che possono assumere i componenti all'interno di essa.
Una soluzione che presenta entalpia di eccesso diversa da zero ({\displaystyle H^{E}\neq 0}) ed entropia di eccesso uguale a zero ({\displaystyle S^{E}=0}), comportandosi quindi in modo parzialmente ideale, viene definita soluzione regolare.

## Esempi di soluzioni
A seconda dello stato di aggregazione (solido, liquido, o gassoso) del soluto e del solvente, possiamo avere diverse tipologie di soluzioni, riportate nella tabella seguente:
| Esempi di soluzioni | Esempi di soluzioni | Soluto                                                     | Soluto                                                | Soluto                                                                                                  |
| Esempi di soluzioni | Esempi di soluzioni | gas                                                        | liquido                                               | solido                                                                                                  |
| ------------------- | ------------------- | ---------------------------------------------------------- | ----------------------------------------------------- | --- |
| Solvente            | gas                 | Ossigeno e altri gas in azoto (aria).                      | Vapore acqueo in aria.                                | Il naftalene sublima in aria, formando una soluzione.                                                   |
| Solvente            | liquido             | Anidride carbonica in acqua.                               | Etanolo in acqua; soluzioni di idrocarburi (greggio). | Saccarosio in acqua; Cloruro di sodio (ovvero "sale da cucina") in acqua; oro in amalgama con mercurio. |
| Solvente            | solido              | Idrogeno in dissoluzione nei metalli (ad esempio platino). | Esano in paraffina, mercurio in oro.                  | Acciaio, bronzo, e altre leghe metalliche.                                                              |

## Avvertenza
A volte, in campo non professionale, si compie un errore concettuale quando, dovendo preparare una soluzione (si pensi ad una comune ricetta di cucina) non si presta sufficiente attenzione al fatto che la concentrazione è riferita al totale (soluto più solvente) e non al solo solvente, sebbene questo sia spesso nella quantità preponderante. Ad esempio: se occorre preparare una bevanda di caffè e latte in rapporto (concentrazione) 2 a 10, 2 è il caffè e 8 (non 10) è il latte, 10 è la bevanda complessiva di caffè e latte.